# Liste de points extrêmes de l'Europe
Cet article recense les points extrêmes de l'Europe.

## Généralités
Les limites de l'Europe sont affaire de convention. Géographiquement, le continent européen forme la partie occidentale du supercontinent eurasien. Sa limite orientale, en particulier, est problématique ; elle est traditionnellement délimitée par l'Oural (et son prolongement dans l'océan Arctique, l'archipel de Nouvelle-Zemble), la mer Caspienne, le Caucase et le détroit du Bosphore, mais son tracé exact est arbitraire.
À l'ouest, certaines îles de l'océan Atlantique (Açores, Canaries, Madère) peuvent être rattachées à l'Europe, essentiellement pour des questions culturelles, leur appartenance géographique étant sujet à débat, surtout les Canaries. Au nord-ouest, l'Islande est traditionnellement considérée comme européenne. Les territoires conservés par les anciennes puissances coloniales européennes (comme les départements d'outre-mer français ou le Groenland danois) ne sont généralement pas considérés comme géographiquement européens.
Géologiquement, la limite occidentale de la plaque eurasienne traverse des zones considérées comme européennes, comme l'Islande et les Açores.
Suivant les interprétations, les limites de latitude et de longitude de l'Europe peuvent donc varier.

## Latitude et longitude

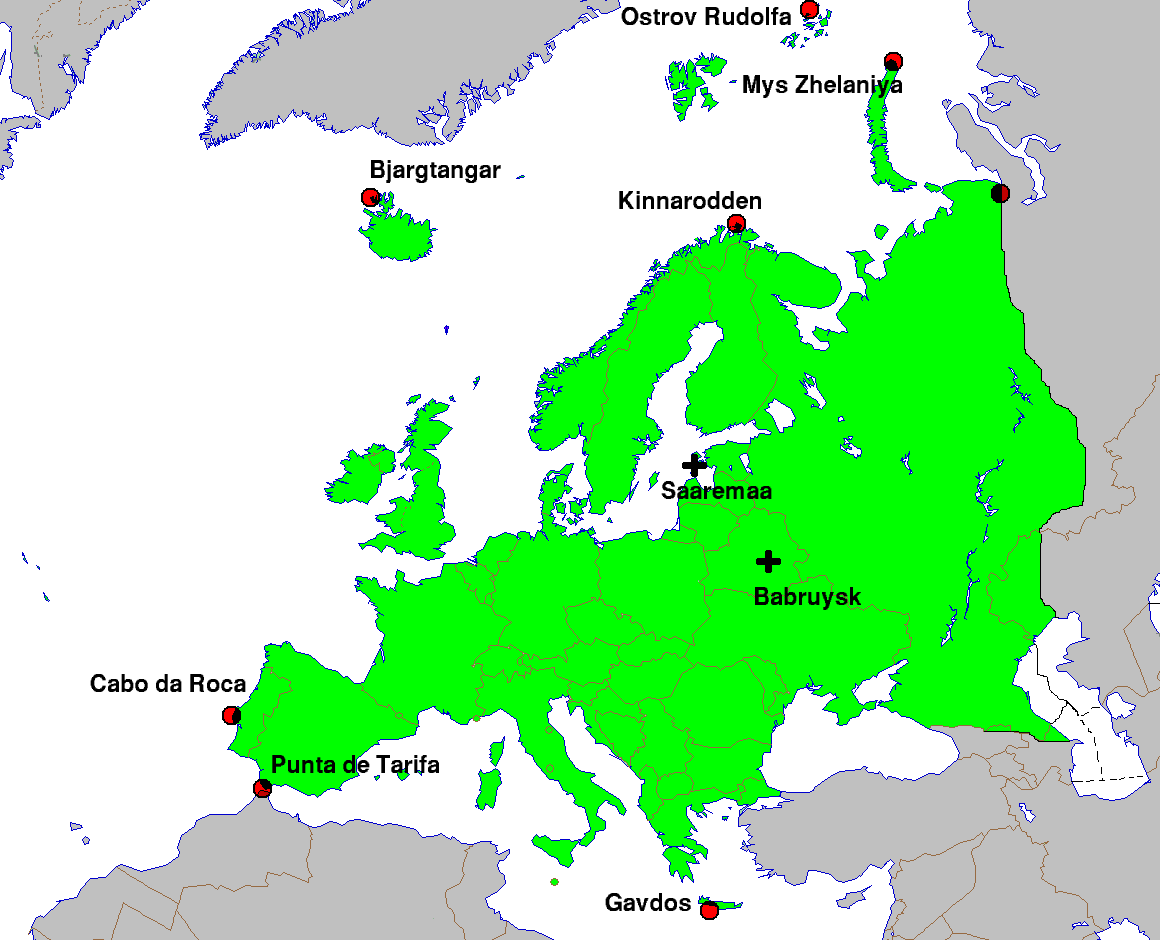
Carte de l'Europe (en vert), présentant en rouge certaines extrémités territoriales.

### Europe continentale
Si on se limite à la partie continentale de l'Europe, à l'exclusion de toutes les îles, les limites sont :
- Nord : cap Nordkinn, Norvège (71° 05′ N, 27° 40′ E)
- Sud : pointe de Tarifa, Espagne (36° 00′ N, 5° 36′ O)
- Ouest : cabo da Roca, Portugal (38° 47′ N, 9° 30′ O)
- Est : suivant la définition retenue :
  - en prenant en compte la ligne de partage des eaux de l'Oural, il s'agit du mys Ngartisalaya (cap) par 68° 18′ 52″ N, 68° 15′ 50″ E, près de l'embouchure de la rivière Nenyuyakha en Russie (Okrug autonome de Iamalo-Nénètsie) et à 13 km au nord de la rivière Baydarata;
  - géopolitiquement, le plus oriental des sujets fédéraux russes considérés comme européens est la république des Komis. Son point le plus à l'est est situé par 66° 15′ N, 67° 44′ E.

### Europe, hors îles éloignées
En incluant les îles suffisamment proches du continent européen :
- Nord :  
  - l'archipel de Nouvelle-Zemble étant situé en majeure partie à l'ouest de l'Oural continental et séparé de l'île côtière de Vaïgatch de seulement cinquante-et-un kilomètres,  il s'agit du cap Jelania sur l'île Severny, en Russie (76° 42′ N, 69° 04′ E) ;
  - si l'on excepte la Nouvelle-Zemble, il s'agit alors du Knivskjellodden sur Magerøya, en Norvège (71° 11′ N, 25° 41′ E) ; le cap Nord, 6 km à l'est, est souvent décrit comme le point le plus au nord d'Europe, mais il est situé 1,5 km plus au sud ;

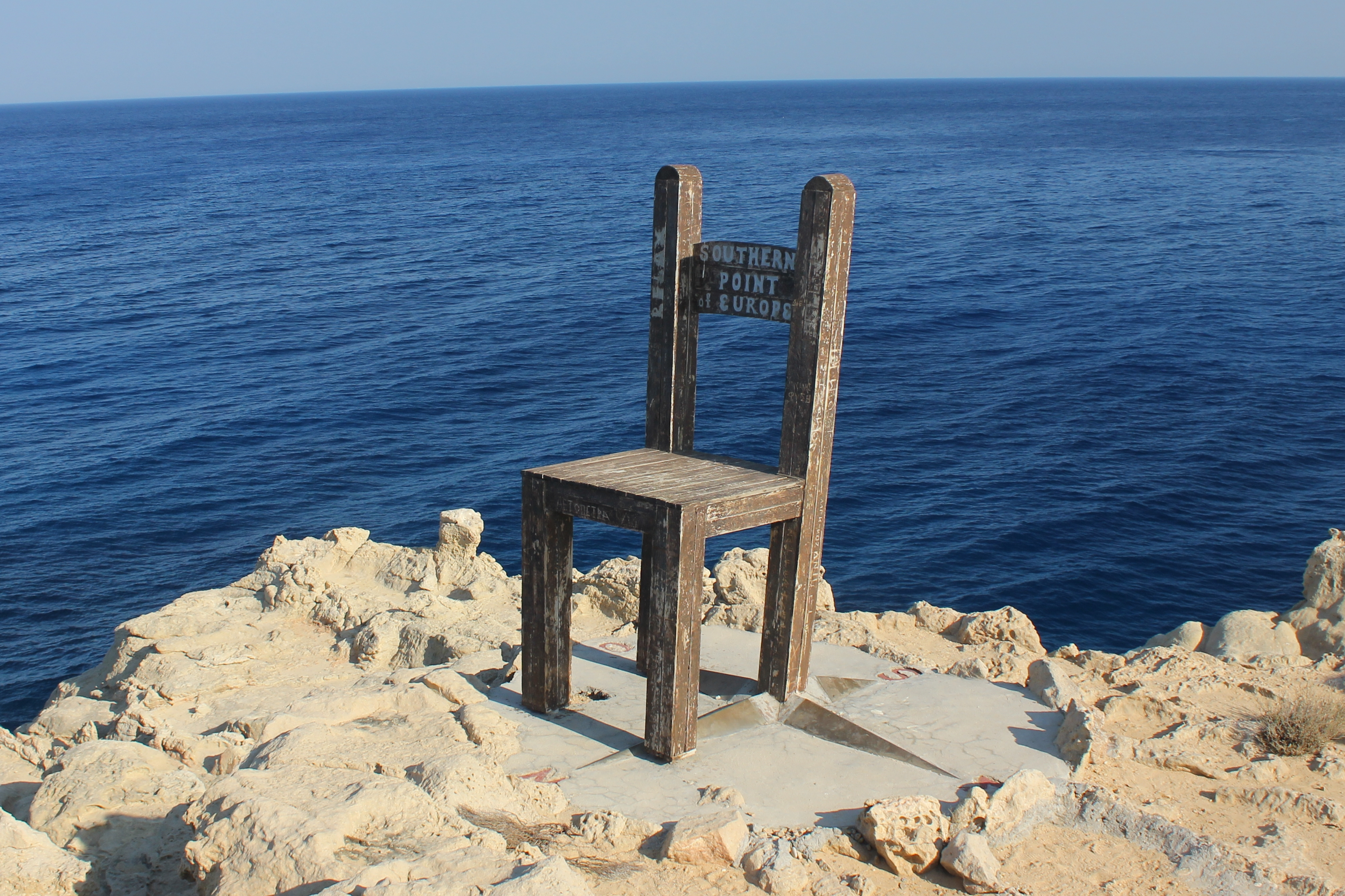
Cap Tripiti sur l'île de Gavdos, le point le plus au sud de l'Europe (hors îles éloignées).

- Sud : Gavdos, 40 km au sud de la Crète, Grèce (34° 48′ N, 24° 08′ E) ;
- Ouest :
  - l'Islande ne pouvant être considérée que sous l'aspect d'une île éloignée, le seul critère admissible ici est que l'Islande est une composante insulaire européenne fondamentale ; en tant que telle, il s'agit alors  du Bjargtangar (65° 30′ N, 24° 32′ O) ;
  - dans le cas contraire, il s'agit de l'île Tearaght, dans le comté de Kerry en Irlande  (52° 04′ 33″ N, 10° 39′ 46″ O ) ;
- Est : 
  - En prenant en compte l'archipel de Nouvelle-Zemble (il est distant de l'île côtière de Vaïgatch de cinquante-et-un kilomètres), il s'agit du cap Flissingski, sur l'île Severny, Russie (76° 42′ 09″ N, 69° 05′ 21″ E).
  - dans le cas contraire identique à l'Europe continentale.

### Totalité du territoire
- Nord :
  - le cap Fligely, dans le Nord de la terre François-Joseph, sur l'île Prince Rudolf, Russie (81° 51′ 31,6″ N, 59° 07′ 33,7″ E) ;

- Sud :
  - en incluant Madère et les îles Canaries, archipels proches de l'Afrique mais culturellement européens, il s'agit de La Restinga sur l'île d'El Hierro, dans les Canaries, en Espagne (27° 38′ N, 17° 59′ O) ;
  - en excluant ces archipels, mais en incluant l'île de Chypre (membre de l'Union européenne, mais géographiquement proche de l'Asie), il s'agit de la base britannique d'Akrotiri (34° 34′ N, 33° 02′ E) ;
  - dans le cas contraire, il s'agit de l'île de Gavdos, 40 km au sud de la Crète, en Grèce (34° 48′ N, 24° 08′ E) ;

- Ouest :
  - en incluant l'archipel portugais des Açores, la terre européenne la plus occidentale est l'îlot de Monchique, à l'ouest du site de Fajã Grande sur l'île de Flores (39° 30′ N, 31° 16′ O) ;
  - une partie des îles des Açores est toutefois située du côté américain de la dorsale médio-atlantique ; en excluant ces îles, la terre la plus occidentale est le site du Capelinhos, sur l'île de Faial (38° 33′ N, 28° 38′ O) ;
  - en excluant les Açores, le point le plus occidental d'Europe est situé en Islande ; le Bjargtangar en est le point le plus à l'ouest (65° 30′ N, 24° 32′ O), mais il est là encore situé sur la plaque nord-américaine, à l'ouest de la dorsale qui sépare l'Islande en deux ;

- Est : le cap Flissingski, sur l'île de Severny, archipel de Nouvelle-Zemble, Russie (76° 42′ 09″ N, 69° 05′ 21″ E).

## Altitude
- Maximale :
  - avec l'appartenance du Caucase occidental à l'Europe, l'Elbrouz, au sud de la Russie, est le point culminant d'Europe, par 5 642 m d'altitude ;
  - en excluant le Caucase, le point culminant est le mont Blanc, en France ou à la frontière franco-italienne selon les revendications des deux pays, à 4 806 m d'altitude ;
- Minimale :
  - si la mer Caspienne est comprise dans les limites de l'Europe, les côtes russes constituent le point d'altitude minimale du continent, 28 m au-dessous du niveau de la mer ;
  - dans le cas contraire, le point le plus bas d'Europe se trouve en France à l'étang de Lavalduc, Fos-sur-Mer, Bouches-du-Rhône qui se trouve 10 m au-dessous du niveau de la mer.

## Vue d'ensemble
| Cap Nordkinn Pointe de Tarifa Cabo da Roca Mys Ngartisalya Non nommé Cap Jelania Knivskjellodden Bjargtangar An Tiaracht Cap Fligely Rossøya Cap Trypiti Cap Gata Punta de los Saltos Îlot de Monchique Capelinhos Cap Flissingski Elbrouz Mont Blanc Mer Caspienne Fosse Calypso Gouffre Veryovkina Lamprechtsofen Mine de Hambach Forage sg3 |

## Monuments Français des extrêmes géographiques de l'Europe

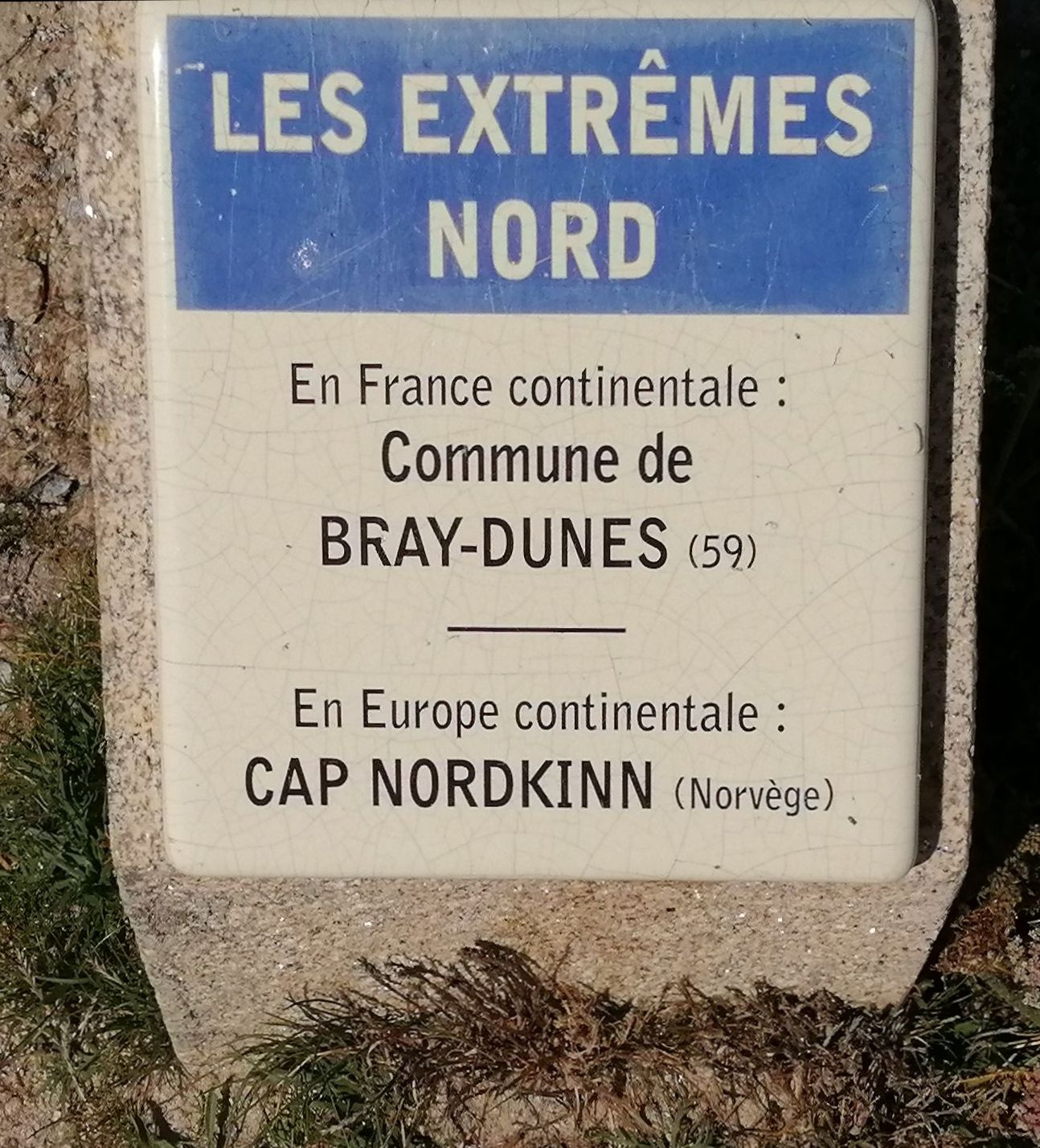
Extrêmes nord dans la commune de Bray-Dunes
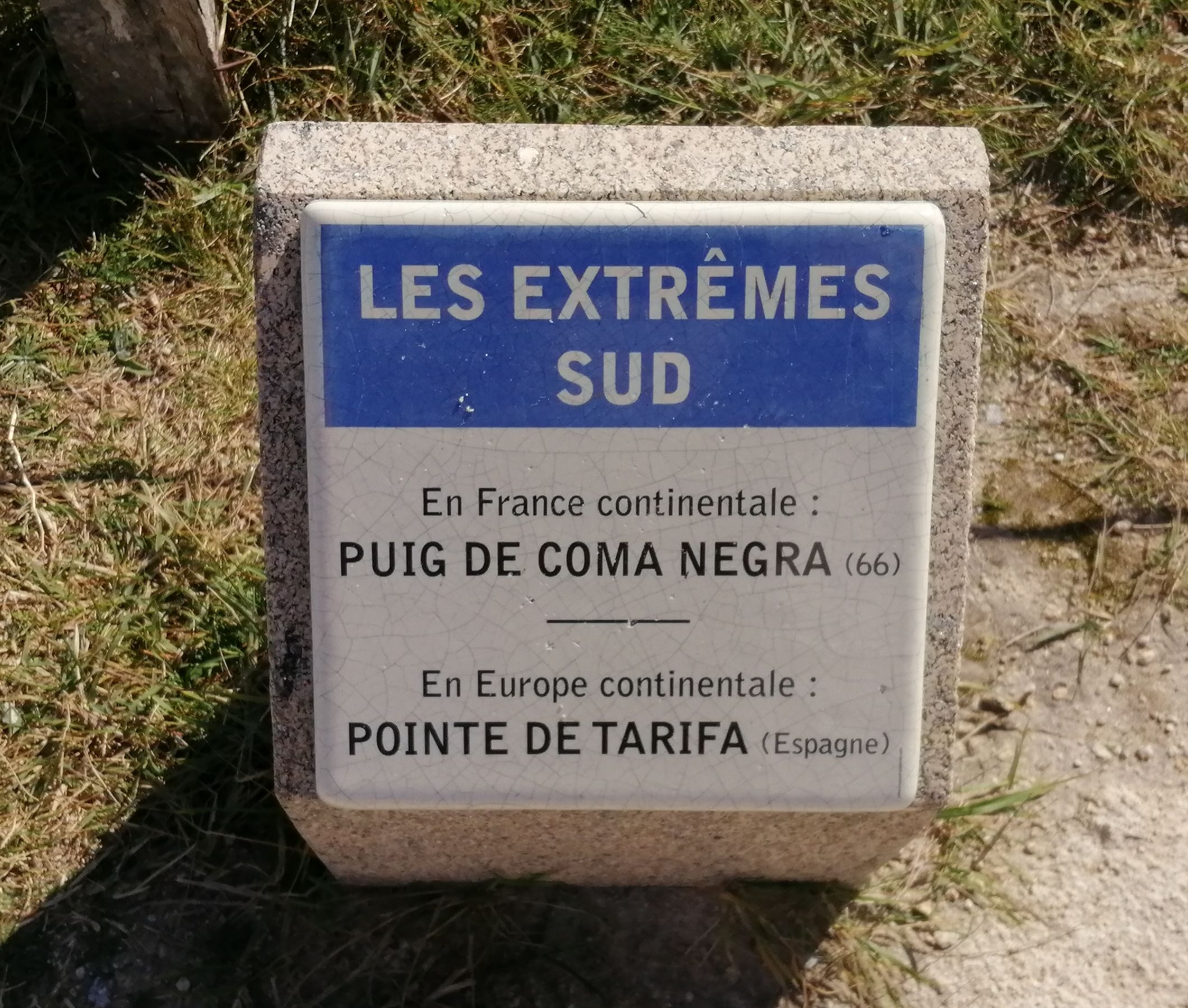
Extrêmes sud au Puig de Coma Negra
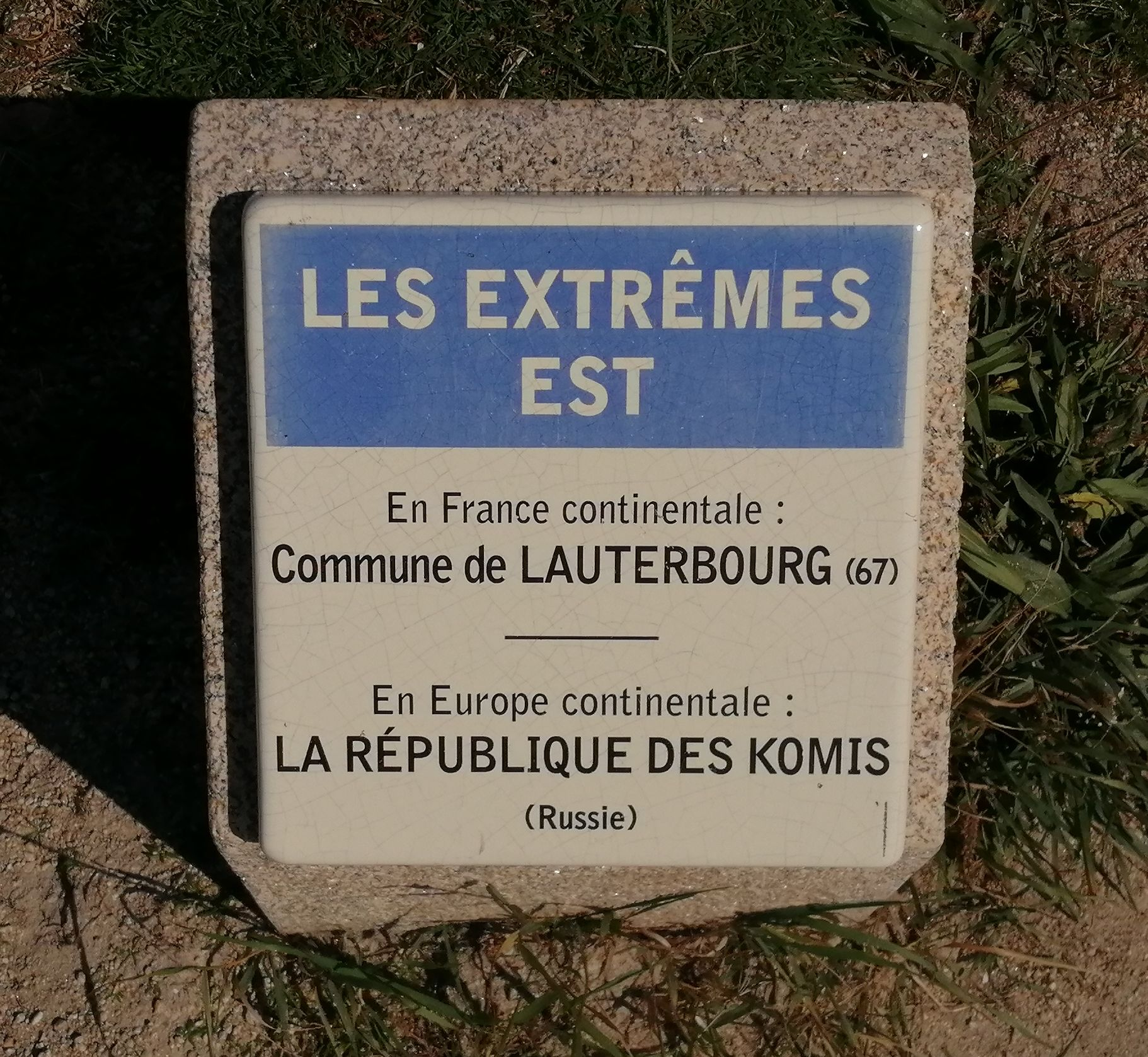
Extrêmes est dans la commune de Lautebourg
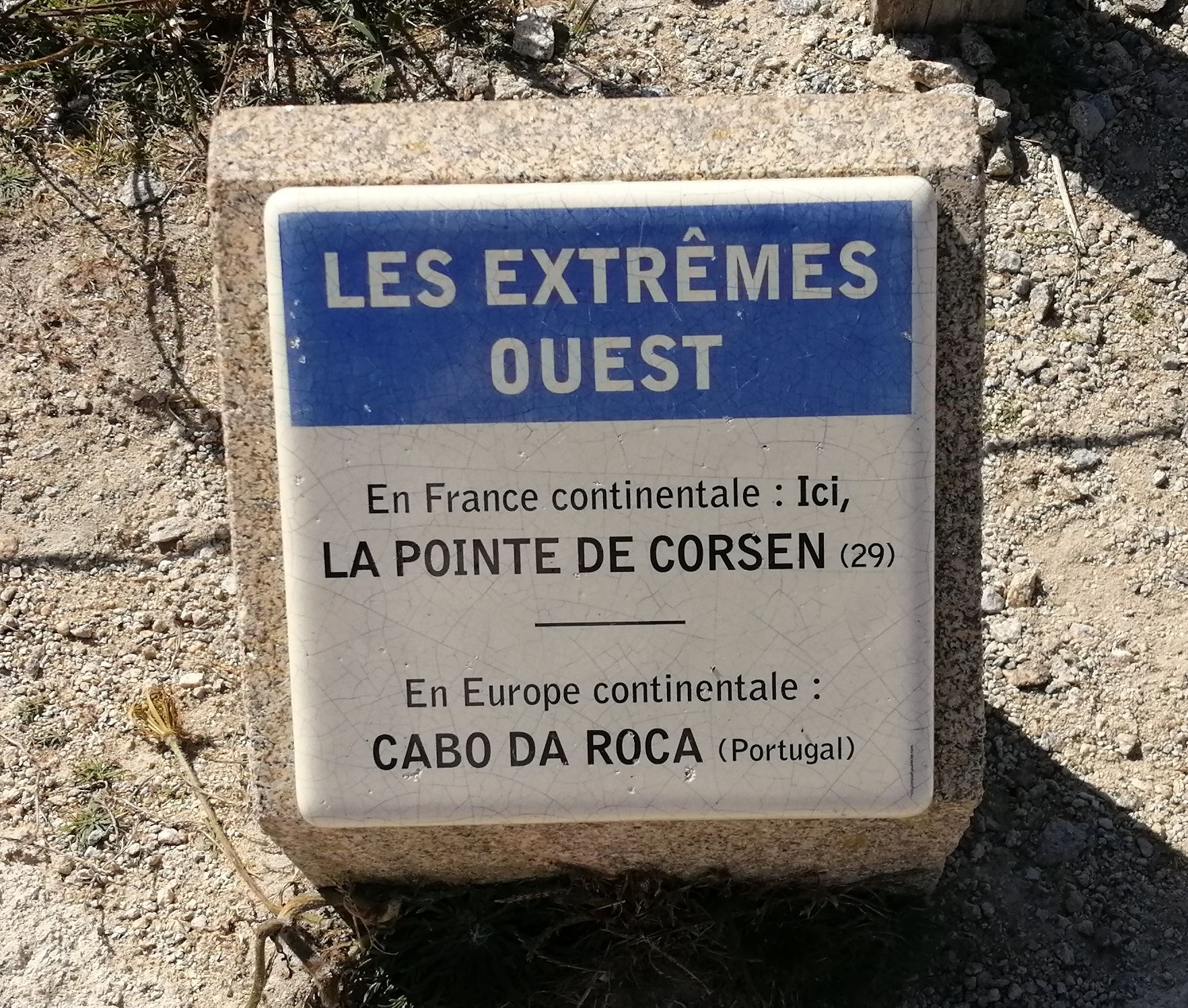
Extrêmes ouest à la pointe de Corsen